# Dachau
Dachau é uma cidade da Alemanha localizada no distrito de Dachau, região administrativa de Alta Baviera, estado da Baviera.
Localiza-se nos arredores de Dachau o Campo de concentração de Dachau, que foi o primeiro campo de concentração de grande escala da Alemanha Nazi construído no terreno de uma antiga fábrica de pólvora em 1933.